# 軟銀
軟銀株式會社（日语：ソフトバンク株式会社，中文翻譯軟銀；東證1部：9434）是日本軟銀集團旗下的電信公司。前身為SoftBank Mobile（ソフトバンクモバイル株式会社），2015年改为现名称，是日本三大綜合電信業者之一（NTT、KDDI、軟銀）。
2018年12月軟銀集團分拆旗下通信業務子公司“軟銀”在東京證券交易所上市，將發行17.64億股，每股招股價1500日元，集資2.4萬億日元（210.4億美元），倘需求強勁可額外申購1.6億股。集資額將達2.65萬億日元(折合235億美元)，成為日本史上最大IPO交易，股份預期於12月19日上市，以新股開盤價計算，軟銀的總市值預計達7.1807萬億日元，完成上市後軟銀集團仍將持有軟銀公司約63%股權。
2019年，日本軟銀公司母公司軟銀集團將所持36%的Yahoo! Japan股票回售給Yahoo! Japan公司。

## 历史
2019年10月24日，软银集团与WeWork达成注资协议，软银将向WeWork追加50.5亿美元新融资方案包括11亿美元优先担保票据、22亿美元无担保票据和17.5亿美元信用证融资和以每股19.19美元的价格向全体非软银股东发起总价最多30亿美元的收购要约，同时加快兑现2020年4月到期的15亿美元注资方案，上述行动完成后，软银将取得WeWork约80%股权。
2020年4月1日，软银集团旗下的美国电信商Sprint与由德国电信控股的T-Mobile USA合并，使T-Mobile成为Sprint的拥有者，而Sprint成为其子公司，直到Sprint品牌被淘汰为止。合并后软银将持有新T-Mobile 的24％股份，而其母公司德国电信Deutsche Telekom将持有43％的股份，剩余的33％将由公众股东持有。
2020年9月29日，软银集团出售美国手机分销商Brightstar给美国私募公司Brightstar Capital Partners新成立的子公司，并获得该子公司25%股权，Brightstar Capital Partners是由Brightstar前首席运营官Andrew Weinberg创立。

## 4G頻段轉5G
Softbank 4G周波数帯700MHz、1.7GHz、3.4GHz 轉用於5G 速度相當於4G LTE，可以利用的5G服務提供時間為2月15日開始。千葉县、東京都、愛知县一部份基地局開始依序提供5G服務 。

## LTE頻段
- FDD-LTE 700Mhz (Band28)
- FDD-LTE 900Mhz (Band8)
- FDD-LTE 2100MHz(Band1)
- FDD-LTE 2600Mhz(Band7)
- FDD-LTE 1500MHz(Band11)
- TDD-LTE 2500MHz(Band41)
- TDD-LTE 3400MHz～3600MHz(Band42)

## 相關
- 樂天電信
- Ahamo（日语：Ahamo）
- Povo（日语：Povo）
- LINEMO（日语：LINEMO）
- 仮想移動体通信事業者（日语：仮想移動体通信事業者）